# 富田メモ
富田メモ（とみたメモ）とは、2006年（平成18年）7月20日の日本経済新聞朝刊により、その存在が報道された元宮内庁長官・富田朝彦（1920年 - 2003年）がつけていたとされるメモ（手帳14冊・日記帳13冊・計27冊）。特に昭和天皇の靖国神社参拝に関する発言を記述したと報道された部分を指す。昭和天皇が第二次世界大戦のA級戦犯の靖国神社への合祀に、強い不快感を示したとされる内容が注目された。メモ全体の公刊や一般への公開はされていない。

## 内容
公開された富田メモの一部は以下の通りである。靖国神社についての発言は、1988年（昭和63年）4月28日（昭和天皇の誕生日の前日）の日付が書き込まれて手帳に貼り付けられたメモの中にあった。手帳の同じページに同日付の一連の4枚のメモが貼り付けられていて、その中の一番下4枚目の紙片である。
※「易々と」の左側の位置から「そうですがが多い」「全く関係者も知らず」の2行が縦書きで書かれている。
当初報道されたのは「私は或る時に…」以下の後半13行である。

## 経緯

### メモの記録
1988年当時の宮内庁長官・富田朝彦は、宮内庁次長（1974年 - 1978年）と宮内庁長官（1978年 - 1988年）を務めた時期に、昭和天皇の側近として、天皇と会話した内容や天皇自身の発言を几帳面にメモとして記録していた。2003年に富田が亡くなった後も、メモは遺族によって大切に保存され、2006年一部が公開された。

### 日本経済新聞の報道
日本経済新聞社は2006年5月にメモを遺族から入手し、日本史研究家である秦郁彦・半藤一利の両人に分析を依頼した。『日本経済新聞』2006年7月20日朝刊第1面トップで「昭和天皇、A級戦犯靖国合祀に不快感」という見出しでメモの内容を報じるとともに、メモの写真の一部を公開した（経済関連の重要ニュースを通常一面トップを基本とする同社では異例の対応であった）。その中で、昭和天皇が第二次世界大戦のA級戦犯の靖国神社への合祀に強い不快感を示したという内容が注目された。各報道機関・番組も、この記事を大きく報道した。
また、同記事では長男の証言による筑波藤麿の言葉を紹介している。
B、C級戦犯は被害者なのでまつるが、A級は戦争責任者なので後回しだ。自分が生きてるうちは合祀はないだろう。
また、長男は「父からは天皇の気持ちについては聞いたことはない」とも語っていたと報じた（「後回し」の理由については「宮内庁の関係だ」と筑波がはっきりと言ったと元靖国神社広報課長の馬場久夫は証言している。馬場は「当時は何のことだか分からなかったが、『天皇のお気持ち』の意味だと考えると、なるほどと思う」とも話している）。
この報道は2006年度の日本新聞協会新聞協会賞（編集部門）に選ばれた。受賞者は記者の井上亮。

### 影響
昭和天皇が1975年11月21日以降靖国神社に参拝しなくなった原因として、以前から推測されていたA級戦犯合祀が問題だったという説を裏付けるものだとして、テレビ・新聞などは大々的に報じた。
当時、小泉純一郎首相は任期の末年を迎え、「8月15日に靖国参拝する」という公約を過去3年間果たしておらず、その動向が注目されており、終戦記念日の8月15日に靖国神社に参拝するべきかどうかで議論が盛んであった。小泉は記者会見で自らの靖国参拝への影響を否定し、後日8月15日日中に報道各社が中継する中、靖国参拝を行った。
記事掲載の翌日7月21日（時間不詳）、日本経済新聞東京本社社屋に火炎瓶が投げ込まれた。2007年4月18日、警視庁公安部（公安第3課）は被疑者として自称右翼活動家の男（当時42歳）を逮捕した。捜査機関に対して「日経新聞は、自分が神様とあがめる昭和天皇を靖国神社問題の世論操作に利用した。これを警告しようとした」などと容疑を認めた。

### 富田メモ研究委員会による最終報告
富田メモ（日記・手帳）について、日本経済新聞社は社外有識者を中心に構成する「富田メモ研究委員会」を設置した。委員は次のとおり。
- 御厨貴（東京大学教授）
- 秦郁彦（現代史家）
- 保阪正康（作家）
- 熊田淳美（元国立国会図書館副館長）
- 安岡崇志（日本経済新聞特別編集委員）
- 富田知子（特別委員・富田朝彦夫人）

同委員会は2006年10月から、計11回の会合を重ねメモ全体を検証し、2007年4月30日に最終報告をまとめた（以下、「」内は同記事よりの引用）。それによると、「これまで比較的多く日記などが公表されてきた侍従とは立場が異なる宮内庁トップの数少ない記録で、昭和史研究の貴重な史料だ」と評価。特に2006年7月、日本経済新聞が報じたA級戦犯靖国合祀に不快感を示した昭和天皇の発言について「他の史料や記録と照合しても事実関係が合致しており、不快感以外の解釈はあり得ない」と結論付けた。
また昭和天皇が靖国参拝に対し、「明治天皇のお決（め）になって（「た」の意か）お気持を逸脱するのは困る」（1988年5月20日）と書いた部分も発見され、同委員会は「昭和天皇が靖国神社の合祀のあり方について、明治天皇の創建の趣旨とは異なっているとの疑問を抱いていたのではないか」と判断した。
なお今回の検証の結果、戦犯問題や歴史問題、政治外交問題、社会的な出来事など、「富田メモ」として報道された部分以外にも、さまざまな事柄に関する天皇の発言を記した記述が数多く見つかった。
最終的に富田メモは、富田家が公的機関への寄託などを検討しているとされ、公開の可能性も高いと言われていた。しかし上述の委員であった御厨貴によれば、メモを巡る一連の報道が（当時政治的なトピックであった靖国神社参拝問題と結び付けられて）「大騒ぎ」になったため、富田家が「ややナーバス」になったという事情もあり、出版されない可能性が極めて高くなったという。

## 関連報道
『朝日新聞』2001年8月15日朝刊では、A級戦犯合祀を契機に昭和天皇の参拝が途絶えたとする以下の報道がなされた。
- 昭和天皇元側近らが「陛下は、合祀を聞いた時点で参拝をやめるご意向を示めされていた」と証言した。
- 1986年終戦記念日に昭和天皇が詠んだ歌「この年の この日にもまた 靖国の みやしろのことに うれいはふかし」へ挙がった解釈「陛下が首相（中曽根康弘）の参拝断念を憂慮された」に対し、元侍従長徳川義寛が「都合のいい解釈をしている」と憤っていた。
- 第125代天皇上皇明仁が1996年に栃木県護国神社に参拝した際、宮内庁がA級戦犯合祀が無いことを事前に問い合わせし確認していた。

『東京新聞』2006年7月21日朝刊は、以下のことを報じた。
- 昭和天皇（第124代天皇）と上皇明仁（第125代天皇）が春秋の例大祭に欠かさず勅使を派遣するなど靖国重視の姿勢を示し続けていること
- 高松宮・三笠宮の両親王が（A級戦犯の）合祀後も靖国参拝を続けたこと
- 政府筋（小泉内閣の内閣官房副長官）の「手帳のあのページ（いわゆる富田メモ該当部分）だけ紙が貼り付けてあるという。メモ（の実物）を宮内庁で見た人はいない。本当に昭和天皇が言ったかどうか分からない」との主張を報じた。

『週刊新潮』2006年8月10日号は、徳川義寛の長男・義眞の談話を掲載。徳川義眞の談話「新聞でメモを見た時は、父の言っていたのと同じだなあ、と思いました。父は、家では役所の話をあまりしませんでしたがね」
『文藝春秋』2006年9月号で、保阪正康は以下の点を日本経済新聞の報道に対し示されている疑問を紹介している。
- テレビで報道された際は裏返しであった富田メモの3枚目を反転して読むと、これが天皇の発言とするのに矛盾が生じる。
- 天皇が自身の参拝を「参拝」と言っているのはおかしい（「参拝」とは言わず「親拝」と言っていたはずだ）。
- 現在この手帳は遺族が保管し公開されていないため、残り3枚も含めて厳密な史料批判が行えない。
- （なお、秦・半藤は、メモは真実であると再反論している。さらにこの懐疑的な意見を紹介していた保阪は、研究委員のメンバーとして参加し、富田メモが事実であると結論付けている。『日本経済新聞』2007年5月1日）

『産経新聞』2006年8月7日朝刊は、以下のことを報じた。
- 合祀基準が靖国神社とほぼ等しい護国神社への昭和天皇の参拝が、合祀直前の1978年5月を最後に途絶えていたこと、および、これまで最後の靖国神社参拝と合祀に3年の開きがあるため、参拝取止と合祀とは無関係との見方があったが、これでA級戦犯合祀が靖国神社参拝取止の明確な分岐点であったことが分かった。
- 第125代天皇明仁が1993年に参拝した埼玉県護国神社にA級戦犯が合祀されていない。

『朝日新聞』2007年4月26日朝刊で、翌4月27日には『読売新聞』・『毎日新聞』・『日本経済新聞』主要各紙は朝刊で、皇室の広報を担当した元侍従の卜部亮吾の日記が公開されたと報じた上で「A級戦犯合祀が直接の原因で天皇は靖国神社参拝を取りやめたという富田メモの事実が、あらためて確認された」と報じた。各紙は、『卜部亮吾侍従日記』のうち次の部分を紹介した。
- 1988年4月28日の日記には「お召しがあったので吹上へ 長官拝謁のあと出たら靖国の戦犯合祀と中国の批判・奥野発言のこと」との記述があった。
- 2001年7月31日の日記には「靖国神社の御参拝をお取り止めになった経緯 直接的にはA級戦犯合祀が御意に召さず」との記述があった。
- 2001年8月15日の日記には「靖国合祀以来天皇陛下参拝取止めの記事 合祀を受け入れた松平永芳（宮司）は大馬鹿」との記述があった。

『朝日新聞』2007年8月4日朝刊は、昭和天皇がA級戦犯合祀についての深く懸念を側近に語っていたことを示す新たな資料を報道した。記事の内容は、靖国神社へのA級戦犯合祀について、昭和天皇が「戦死者の霊を鎮める社であるのに、その性格が変わる」などと憂えていたと徳川が語っていたことがわかった。歌人で皇室の和歌相談役を長年務めてきた岡野弘彦が退任後に、徳川の証言として昨年（2006年）末に出版した著書、『四季の歌』（同朋舎メディアプラン）で明らかにした。
同書によると、1986年秋ごろ、徳川が、岡野を訪れた。3～4か月に一度、昭和天皇の歌が30 - 40首溜まったところで相談するため会う習慣になっていた。その中に、靖国神社について触れた「この年の この日にもまた 靖国の みやしろのことに うれひはふかし」という1首があった。岡野が「うれひ」の理由が歌の表現だけでは十分に伝わらないと指摘すると、徳川は「ことはA級戦犯の合祀に関することなのです」と述べた上で、「お上はそのことに反対の考えを持っていられました。その理由は2つある」と語り、「一つは（靖国神社は）国のために戦にのぞんで戦死した人々のみ霊を鎮める社であるのに、そのご祭神の性格が変わるとお思いになっていること」と説明。さらに「もう一つは、あの戦争に関連した国との間に将来、深い禍根を残すことになるとのお考えなのです」と述べたという。さらに徳川は「それをあまりはっきりとお歌いになっては、差し支えがあるので、少し婉曲にしていただいたのです」と述べたという。

## 論評
日記の信憑性に対しては、当時、メモを分析した秦・半藤は、ただちに同紙上で、メモの記述は、過去の歴史的資料と整合しており、間違いなく事実であると論評した。日記の全てを公開しない理由については、昭和天皇の極めてプライベートな発言が多数記述されているためとしている。
日記の価値については、『共同通信』2007年4月27日や、フジテレビ『報道2001』2007年4月29日放送ほかにおいて、秦郁彦が『卜部亮吾侍従日記』の公開を受け、これでいわゆる富田メモの解釈「昭和天皇が靖国神社参拝を行わなくなったのはA級戦犯の合祀が原因」が「事実であることが裏付けられた」と述べている。
2007年4月27日、日経BP「メディア ソシオ-ポリティクス」で立花隆は、第105回「A級戦犯合祀が御意に召さず卜部侍従日記が明かした真実」と題した論評で、「『卜部亮吾侍従日記』は、富田メモを裏付ける決定的な資料である」と述べている。

### 様々な意見
メモの発表当時、保守派の評論家を中心にメモの信頼性等に様々な意見や疑問が上がった。
- 上坂冬子は、「昭和天皇の意思明確にと新聞に書かれていたが、これは早とちり」「大騒ぎするほどの内容のメモではない」という趣旨で、一連の騒動への見解を示した[6]。
- 櫻井よしこは、「メモの内容には天皇の真意が反映されているかどうか不明」とメモの解釈に懐疑的な意見を述べた[6]。
- 若狭和朋は、メモが昭和天皇の発言であることについて「ちょっとタチの良くない冗談だ」という認識を示した[7]。
  - その理由として、メモにある昭和63年4月28日にプレスとの記者会見を昭和天皇はされておらず、その日に会見されたのは12日に退職された徳川前侍従長である。それはその記念の記者会見である。加えて、メモにある「高松薨去の時…」などと弟宮のことを昭和天皇が「薨去」と発言されるはずが無い。これは「臣下のものが宮殿下の逝去のことを『薨去』と使う」とし、このメモの内容は昭和天皇の発言ではなく「徳川前侍従長の発言」であるとしている。
- 岡崎久彦は、「本物であるはずがない」「昭和史の基礎的な知識があれば（富田メモに）信憑性があると考えるはずがない」と主張し[8]、死後に出版された回顧録では、

1. 昭和天皇は「ですます」調の言葉は使わない
2. 昭和63年頃の証言だけで、その前の証言が何十年、一切ないのも不自然
3. 千代の富士が連勝を続けていた昭和63年の七月場所か九月場所の頃、（相撲が大好きな昭和天皇が）「もう相撲はご覧になっていない」と宮内庁の人間に聞いたことから、（容態が相当悪く）あの頃の証言の記録は少し怪しい

ことを根拠として挙げている。

産経新聞は「靖国参拝問題」について、仮に合祀が陛下の参拝取りやめの原因であるならば、その後の春秋例大祭に勅使が派遣されて現在に至っていることや、皇族が参拝されていた事実をどう説明するのだろうか、と疑問を呈している。また産経は木戸幸一元内大臣の日記を引いて、昭和20年12月10日頃、収監を控えた木戸に対し昭和天皇が「米国より見れば犯罪人ならんも我国にとりては功労者なり」と述べたとの記述があると主張している。